# آنتی‌کاتو

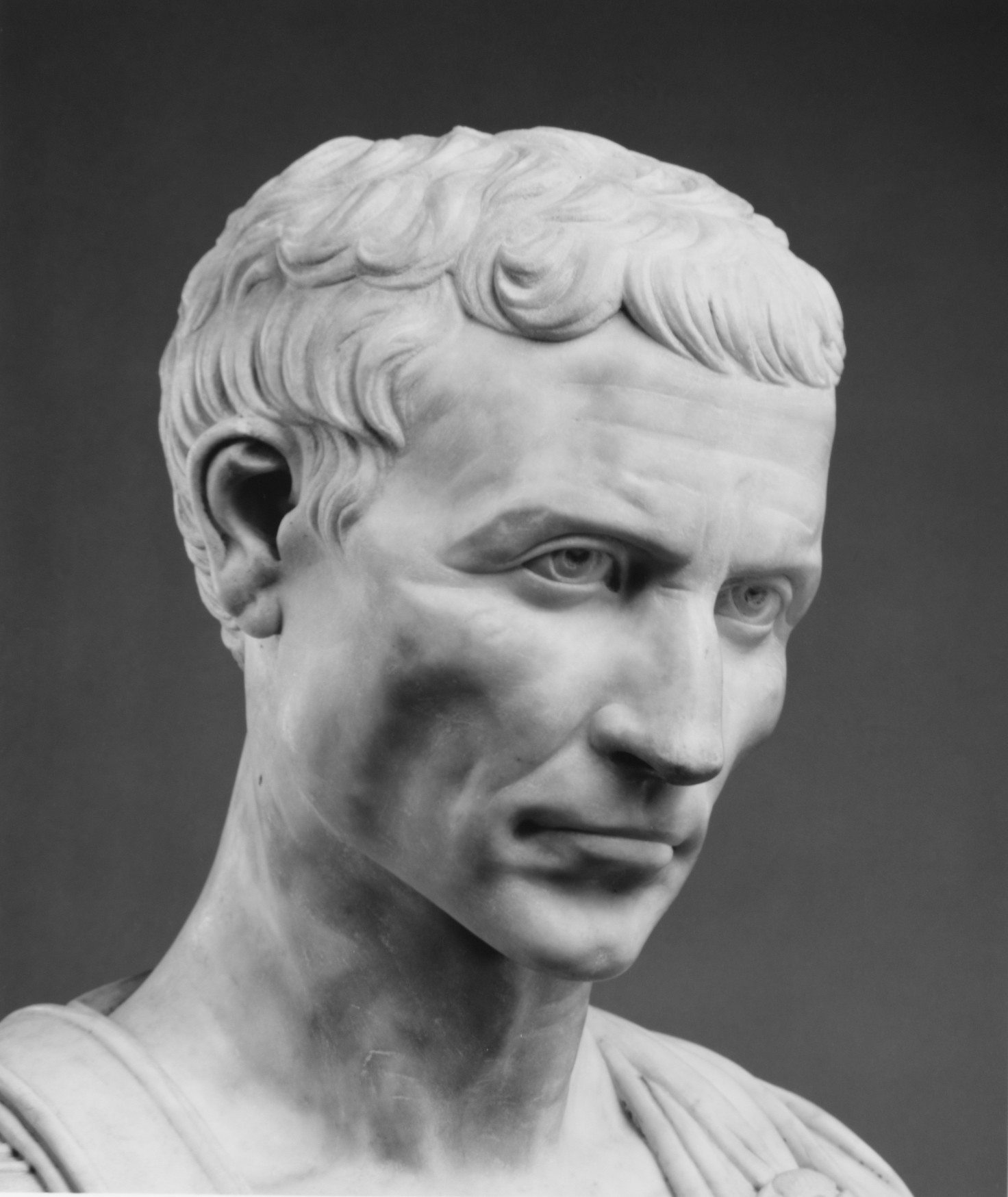
ژولیوس سزار، سردار و کنسول و دیکتاتور جمهوری روم و نگارندهٔ رسالهٔ دوجلدی آنتی‌کاتو (برضدّ کاتو)

آنتی‌کاتو (به لاتین: Anticato) رساله‌ای دو جلدی و دارای مضمونی جدلی به زبان لاتین بود که امروزه از بین رفته و ژولیوس سزار در ماه اوت ۴۵ ق.م. برضذّ دشمن سیاسی‌اش، کاتوی کوچک، نگاشته بود.

## دربارهٔ رساله
چون ژولیوس سزار در طول جنگ داخلی که راه انداخته بود، در نبرد تاپسوس (آوریل ۴۶ ق. م) قوای جمهوری‌خواهان (سنا و طرفداران پومپیئوس) را شکست داد، کاتو در اوتیکا (تونس) خودکشی کرد تا شاهد تریومفِ سزار نباشد؛ کاتویی که به‌عنوان سرسخت‌ترین مدافع جمهوری شناخته می‌شد. چند ماه بعد، چندین اثر در باب ستایش کاتو، این رواقی و شهیدِ جمهوری، نگاشته شدند که مضمون سیاسی داشتند و هدف از نگارش آنان این بود که از مخالفت حزب اپتیمات‌ها با جناح سزار (پوپولارها) سپاس‌داری کنند. در میان این آثار، آنی که بیشتر از همه جلب توجه کرد، همانا رساله‌ای به‌نام ستایش کاتو (لاتین: Laus Catonis) بود که سیسرون در آوریل ۴۶ ق.م. به تشویق مارکوس یونیوس بروتوس نگاشت. بعد که سزار در ۲۵ ژوئیه این سال از آفریقا به رُم بازگشت، رسالهٔ سیسرون احتمالاً شهرت یافته و دست‌به‌دست می‌گشت. پس سزار، با آنکه در سال ۴۵ ق.م. درگیر پیگیری جنگ داخلی‌اش در اسپانیا بود، تصمیم گرفت رساله در پاسخ به رسالهٔ سیسرون بنویسد و در آن بر کاتو بتازد؛ و اینجا بود که نام رسالهٔ دوجلدی‌اش را Anticato (آنتی کاتو یا برضدّ کاتو) نهاد.